# New Jersey (альбом)
New Jersey — музичний альбом гурту Bon Jovi. Виданий 13 вересня 1988 року лейблом Mercury. Загальна тривалість композицій становить 57:42. Альбом відносять до напрямку глем-метал.

## Список пісень
1. «Lay your Hands on Me»
2. «Bad Medicine» — (Billboard Hot 100 — 1)
3. «Born to Be my Baby»
4. «Living in Sin»
5. "Blood on Blood "
6. «Homebound Train»
7. «Wild is the Wind»
8. «Ride Cowboy Ride»
9. «Stick to your Guns»
10. «I'll Be There for You»
11. «99 in the Shade»
12. «Love for Sale»